# Cosmosoma galbana
Cosmosoma galbana là một loài bướm đêm thuộc phân họ Arctiinae, họ Erebidae.